# 170007 Strateva
170007 Strateva è un asteroide della fascia principale. Scoperto nel 2002, presenta un'orbita caratterizzata da un semiasse maggiore pari a 2,6923906 UA e da un'eccentricità di 0,1544161, inclinata di 9,24550° rispetto all'eclittica.